# بوب مورتون (سياسي)
بوب مورتون (بالإنجليزية: Bob Morton) هو كاهن وسياسي أمريكي، ولد في 19 مايو 1934 في هورنيل في الولايات المتحدة، وتوفي في 7 أغسطس 2015 في سبوكين في الولايات المتحدة. حزبياً، نشط في الحزب الجمهوري. وقد انتخب عضو مجلس نواب واشنطن وانتخب عضو مجلس ولاية واشنطن عن دائرة Washington's 7th legislative district ‏ (5 يناير 1994 – 2013).